# 闻韶镇
闻韶镇，是中华人民共和国广东省韶关市仁化县下辖的一个乡镇级行政单位。

## 行政区划
闻韶镇下辖以下地区：
闻韶社区、白竹村、下徐村、塘源村、华塘村和江南村。